# 대한민국의 경찰청 차장
경찰청 차장(警察廳 次長)은 청장을 보좌하는 직위로, 치안정감으로 보한다.

## 임명
- 경찰청 차장은 대통령이 임명한다.

## 역할
- 경찰청 차장은 청장을 보좌하여 소관사무를 처리하고 소속공무원을 지휘·감독하며, 청장이 사고로 직무를 수행할 수 없으면 그 직무를 대행한다.

## 역대 차장

### 경무국 부국장
| 정부   | 대수 | 이름                                 | 임기                            | 비고           |
| ------ | ---- | ------------------------------------ | ------------------------------- | -------------- |
| 미군정 | 초대 | 윌리엄 H. 매글린 (William H. Maglin) | 1945년 9월 2일~1945년 12월 20일 | 미국 육군 소령 |
| 미군정 | 2대  | 크롱 (Crong)                         | 1945년 12월 20일~1946년 1월 3일 | 미국 육군 소령 |
| 미군정 | 2대  | 김태선                               | 1945년 12월 20일~1946년 1월 3일 | 공동           |

### 경무부 차장
| 정부             | 대수 | 이름           | 임기                            | 비고 |
| ---------------- | ---- | -------------- | ------------------------------- | ---- |
| 미군정 제1공화국 | 초대 | 최경진(崔慶進) | 1946년 1월 4일~1947년 11월 7일  |      |
| 미군정 제1공화국 | 2대  | 한종건(韓鍾建) | 1947년 11월 7일~1949년 1월 16일 |      |

### 내무부 치안국 부국장
| 정부      | 대수      | 이름           | 임기                             | 비고                                                                    |
| --------- | --------- | -------------- | -------------------------------- | ----------------------------------------------------------------------- |
| 제1공화국 | 초대      | 한종건(韓鍾建) | 1949년 1월 16일~1950년 3월 1일   |                                                                         |
| 제1공화국 | 직무 대리 | 김병완(金炳玩) | 1950년 4월 29일~1950년 7월 30일  |                                                                         |
| 제1공화국 | 2대       | 김상봉(金相鳳) | 1950년 7월 31일~1952년 11월      |                                                                         |
| 제1공화국 | 3대       | 김장흥(金長興) | 1952년 11월~1954년 3월 27일      |                                                                         |
| 제1공화국 | 직무대리  | 천세기(千世基) | 1954년 3월 28일~1954년 5월 10일  |                                                                         |
| 제1공화국 | 직무 대리 | 전병두(全炳斗) | 1960년 4월 16일~1960년 4월 30일  | 치안국 경무과장으로 직무대리 직제는 부활됐으나 미발령으로 인한 직무대리 |
| 제1공화국 | 직무 대리 | 이상신(李相信) | 1960년 5월 7일~1960년 9월 4일    | 치안국 경무과장으로 직무대리 직제는 부활됐으나 미발령으로 인한 직무대리 |
| 제2공화국 | 직무 대리 | 김병완(李善夏) | 1960년 9월 4일~1960년 11월 12일  | 치안국 경무과장으로 직무대리                                            |
| 제2공화국 | 직무 대리 | 권오철(權五喆) | 1960년 11월 23일~1961년 5월 20일 | 치안국 경무과장으로 직무대리, 5.16 군사정변으로 직제 조정, 폐지         |

### 내무부 치안본부 차장
1986.1.14부로 내무부에서 치안본부 내 각 부장/조정관을 차장으로 직위 상향, 직급도 경무관에서 치안감으로 상향.

#### 치안본부 1차장
- 홍세기(洪世基) 1986.1.14~1986.10.26.
- 김우현(金又鉉) 1986.10.27~1987.1.22.
- 유길종(劉吉鍾) 1987.1.22.~1987.12.21
- 직대, 김원환(金元煥) 1987.12.22~1988.4.14
- 김원환(金元煥) 1988.4.15~1988.5.30.
- 홍명균(洪明均) 1988.5.30.~
- 김인수(金仁洙) 1989.2.28~1989.8.31.
- 김영두(金榮斗) 1989.8.31~1990.6.26.
- 안윤희(安侖熙) 1990.6.26.~1991.7.27.

#### 치안본부 2차장
- 조종석(趙鍾奭) 1986.1.14~1986.10.27
- 유길종(劉吉鍾) 1986.10.27~1987.1.22.
- 유길종(劉吉鍾) 1987.1.22~1987.2.16, 1차장으로 겸직
- 이종국(李鍾國) 1987.2.17~1988.5.30.
- 김효은(金孝恩) 1988.5.30.~ 1989.8.30.
- 여관구(呂觀九) 1989.8.31~1990.6.26.
- 최재삼(崔在三) 1990.6.26.~1990.11.9.
- 남상용( 南相龍) 1990.11.9~1991.2.28.
- 김화남(金和男) 1991.2.28.~1991.7.27.

#### 치안본부 3차장
- 김우현(金又鉉) 1986.1.14~1986.10.26.
- 이경조(李敬祚) 1986.10.27 .~1988.5.30.
- 김원환(金元煥) 1988.5.30.~1988.8.30
- 이인섭(李寅燮) 1988.8.30~1989.8.30.
- 이강년(李康年) 1989.8.31~1990.6.26.
- 박일룡( 朴一龍) 1990.6.26.~1991.7.27.

#### 치안본부 4차장
정보담당조정관 겸직
- 주병덕(朱炳德) 1986.1.14~1986.10.26.
- 주병덕(朱炳德) 1986.10.27~1987.1.22
- 김우현(金又鉉) 1987.1.22.~1988.5.21.
- 이종국( 李鍾國) 1988.5.30.~1989.5.4.
- 김원환(金元煥) 1989.5.4~1989.5.7.
- 이인섭(李寅燮) 1989.5.7~1989.8.30. 3차장으로 겸직
- 김원환(金元煥) 1989.8.31~1990.6.21.
- 김종일 1990.6.26.~1991.7.27.

#### 치안본부 5차장
- 박처원(朴處源) 1986.10.27~1986.11.13
- 박처원(朴處源) 1986.11.14~1987.5.30, 고문치사사건으로 5.29 구속
- 김우현(金又鉉) 1987.5.31~, 4차장으로 직무대리
- 백형조(白亨祚) 1987.7.4~  1989.2.28
- 남상용( 南相龍) 1989.2.28~1989.8.30.  1988년 12월 31일부로 대공수사분야 폐지
- 허진원(許鎭遠) 1989.8.31~1990.6.26.
- 윤정원(尹廷源) 1990.6.26.~1991.7.27.

### 경찰청 차장
| 정부        | 대수 | 이름            | 임기                             | 비고 |
| ----------- | ---- | --------------- | -------------------------------- | ---- |
| 노태우 정부 | 초대 | 김효은(金孝恩)  | 1991년 8월 1일~1992년 7월 15일   |      |
| 노태우 정부 | 2대  | 여관구(呂觀九)  | 1992년 7월 15일~1993년 3월 4일   |      |
| 김영삼 정부 | 3대  | 김화남(金和男)  | 1993년 3월 5일~1993년 9월 20일   |      |
| 김영삼 정부 | 4대  | 김기수(金基洙)  | 1993년 9월 22일~1994년 6월 24일  |      |
| 김영삼 정부 | 5대  | 이기태(李起泰)  | 1994년 7월~1994년 12월 27일      |      |
| 김영삼 정부 | 6대  | 이승환(李承晥)  | 1994년 12월 27일~1995년 12월 7일 |      |
| 김영삼 정부 | 7대  | 조성빈(曺聖彬)  | 1995년 12월 7일~1996년 8월 13일  |      |
| 김영삼 정부 | 8대  | 유상식(俞相植)  | 1996년 8월 13일~1996년 12월 20일 |      |
| 김영삼 정부 | 9대  | 구홍일(具弘一)  | 1996년 12월 21일~1998년 3월 13일 |      |
| 김대중 정부 | 10대 | 김형진(金炯鎭)  | 1998년 3월 13일~1999년 1월 26일  |      |
| 김대중 정부 | 11대 | 이근명(李根明)  | 1999년 1월 26일~1999년 11월 17일 |      |
| 김대중 정부 | 12대 | 이헌만(李憲晩)  | 1999년 11월 17일~2000년 12월 5일 |      |
| 김대중 정부 | 13대 | 최기문(崔圻文)  | 2000년 12월 5일~2001년 11월 12일 |      |
| 김대중 정부 | 14대 | 성락식(成樂式)  | 2001년 11월 12일~2003년 3월 26일 |      |
| 노무현 정부 | 15대 | 임상호(林潒鎬)  | 2003년 3월 26일~2004년 1월 8일   |      |
| 노무현 정부 | 16대 | 김홍권(金洪權)  | 2004년 1월 8일~2005년 1월 19일   |      |
| 노무현 정부 | 17대 | 최광식(崔光植)  | 2005년 1월 19일~2006년 1월 27일  |      |
| 노무현 정부 | 18대 | 한강택(韓康澤)  | 2006년 2월 10일~2006년 11월 30일 |      |
| 노무현 정부 | 19대 | 강희락(姜熙洛)  | 2006년 12월 1일~2008년 3월 4일   |      |
| 이명박 정부 | 20대 | 김석기(金碩基)  | 2008년 3월 5일~2008년 7월 22일   |      |
| 이명박 정부 | 21대 | 임재식(林在植)  | 2008년 7월 22일~2009년 1월 31일  |      |
| 이명박 정부 | 22대 | 이길범(李吉範)  | 2009년 2월 5일~2009년 3월 9일    |      |
| 이명박 정부 | 23대 | 최병민(崔炳敏)  | 2009년 3월 10일~2010년 1월 6일   |      |
| 이명박 정부 | 24대 | 모강인(牟康仁)  | 2010년 1월 6일~2010년 9월 6일    |      |
| 이명박 정부 | 25대 | 박종준(朴鍾俊)  | 2010년 9월 6일~2011년 12월 21일  |      |
| 이명박 정부 | 26대 | 김기용(金基用)  | 2012년 1월 18일~2012년 5월 2일   |      |
| 이명박 정부 | 27대 | 김정석(金正錫)  | 2012년 5월 8일~2013년 3월 28일   |      |
| 박근혜 정부 | 28대 | 안재경(安在京)  | 2013년 3월 29일~2013년 12월 9일  |      |
| 박근혜 정부 | 29대 | 이인선 (李認善) | 2013년 12월 10일~2014년 8월 28일 |      |
| 박근혜 정부 | 30대 | 홍익태 (洪益太) | 2014년 8월 29일~2014년 11월 17일 |      |
| 박근혜 정부 | 31대 | 이상원(李相元)  | 2014년 12월 3일~2015년 12월 23일 |      |
| 박근혜 정부 | 32대 | 이철성(李哲聖)  | 2015년 12월 24일~2016년 8월 23일 |      |
| 박근혜 정부 | 33대 | 김귀찬(金貴燦)  | 2016년 9월 23일~2017년 7월 26일  |      |
| 문재인 정부 | 34대 | 박진우(朴晉優)  | 2017년 7월 27일~2017년 12월 11일 |      |
| 문재인 정부 | 35대 | 민갑룡(閔鉀龍)  | 2017년 12월 12일~2018년 7월 24일 |      |
| 문재인 정부 | 36대 | 임호선(林昊宣)  | 2018년 7월 30일~2019년 12월 22일 |      |
| 문재인 정부 | 37대 | 장하연(張夏淵)  | 2019년 12월 23일~2020년 8월5일   |      |
| 문재인 정부 | 38대 | 송민헌(宋敏憲)  | 2020년 8월 5일~2021년 6월 27일   |      |
| 문재인 정부 | 39대 | 진교훈(陳校薰)  | 2021년 6월 28일~2022년 6월 8일   |      |
| 윤석열 정부 | 40대 | 윤희근(尹熙根)  | 2022년 6월 8일~2022년 8월 10일   |      |
| 윤석열 정부 | 41대 | 우종수(禹鍾壽)  | 2022년 8월 10일~2022년 12월 28일 |      |
| 윤석열 정부 | 42대 | 조지호(趙志浩)  | 2022년 12월 28일~2024년 1월 26일 |      |
| 윤석열 정부 | 43대 | 김수환(金洙煥)  | 2024년 1월 27일~2024년 8월 15일  |      |
| 윤석열 정부 | 44대 | 이호영(李昊榮)  | 2024년 8월 16일~2025년 6월 29일  |      |
| 이재명 정부 | 45대 | 유재성(兪在成)  | 2025년 6월 29일~                 |      |

## 같이 보기
- 경찰청
- 경찰청장